# Starzawa (osada w Polsce)
Starzawa – dawna osada w Polsce położona w województwie podkarpackim, w powiecie przemyskim, w gminie Stubno, przy granicy z Ukrainą.
Nazwę zniesiono 1.01.2021 r.
W latach 1975–1998 miejscowość administracyjnie należała do województwa przemyskiego.
Po drugiej stronie granicy leży ukraińska wieś Starzawa.